# Abbild

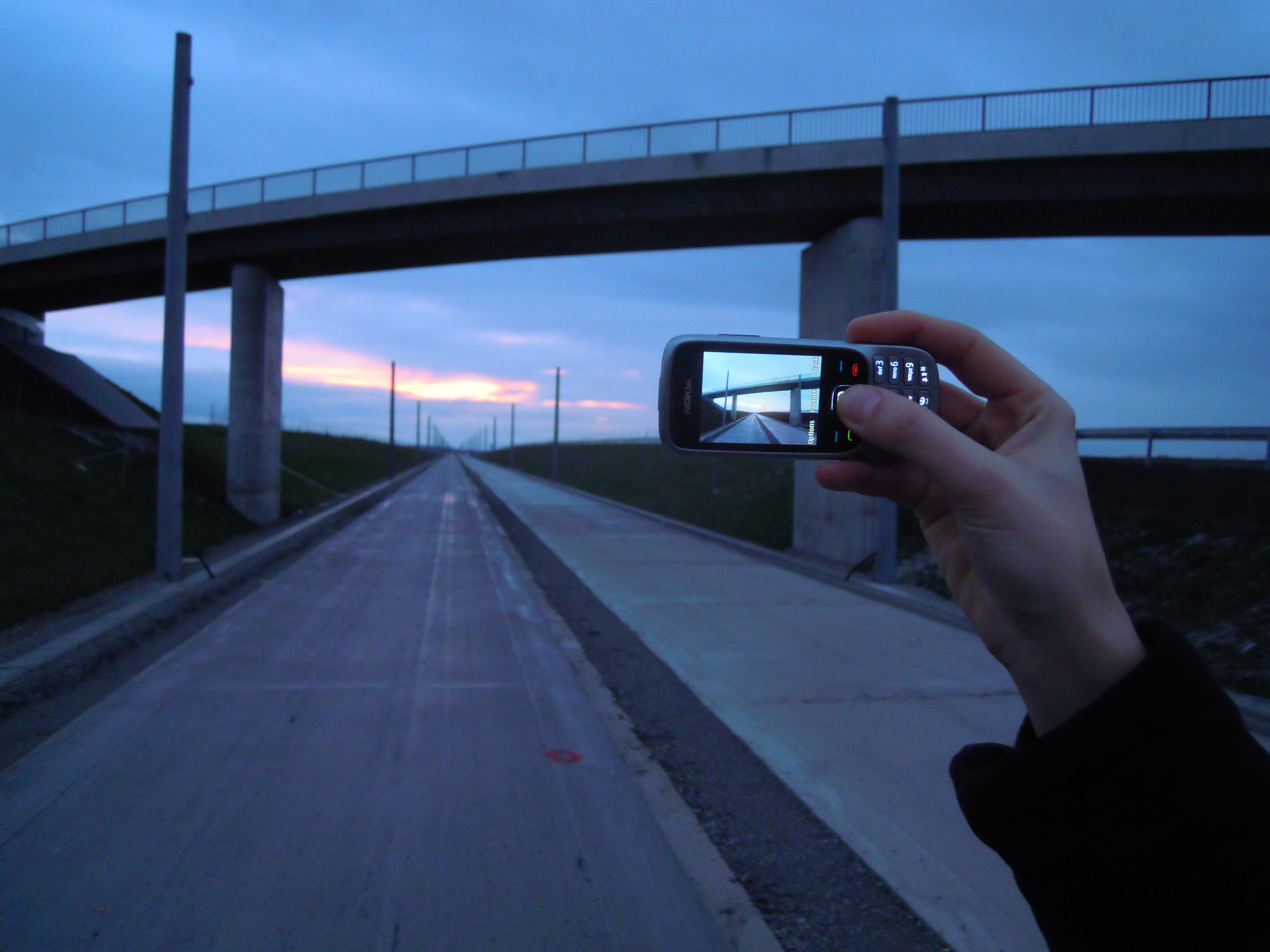
Abbild der Außenwelt auf dem Display eines Mobil-Telefons

Eine perspektivische Umsetzung verbindet das Abbild mit dem Gegenstand. Abbildung aus Salomon de Caus, La perspectiue (Londres: R. Field/J. Mommart / Brussels: R Barker, 1611).

Abbild bezeichnet ein Bild und seine Beziehung zu einem darauf abgebildeten, wiedererkennbaren Gegenstand. Ein Abbild kann einen natürlichen Ursprung haben (z. B. Schatten, Spiegelbild) oder künstlich geschaffen sein (z. B. Gemälde, symbolisches Zeichen).
Mit dem philosophischen Begriff der Abbildrelation soll das Verhältnis zwischen Gegenstand und Abbild beschrieben werden. Philosophen haben im Rahmen der Erkenntnistheorie immer wieder gefragt, in welchem Verhältnis Urbild und Abbild zueinander stehen, und aus unterschiedlichen Perspektiven Abbildtheorien darüber entwickelt, inwiefern menschliche Erkenntnis ein Abbild der Wirklichkeit ist. Abbildungen sind daher mit der Konstitution von Subjekten und Objekten verbunden.
Abbildern können religiöse oder magische Bedeutungen zugewiesen werden. Seit der Antike haben monotheistische Religionen häufig Bilderverbote erlassen, die im Verlaufe der europäischen Geschichte immer wieder zu Auseinandersetzungen führten (siehe Bilderstreit, Bildersturm).
Als Abbilder gelten Sinneseindrücke, Wahrnehmungen oder Vorstellungen sowie auf der sprachlichen Ebene Begriffe, Urteile und Schlussfolgerungen bis hin zu Theorien. Im 20. Jahrhundert diskutierten Philosophen erneut darüber, inwiefern eine Aussage oder die Beschreibung eines Sachverhalts die Tatsachen in der Welt abbilden können. Der bereits in der Antike entstandene Meinungsunterschied zwischen Idealismus und Realismus hat Fortbestand bis in die Gegenwart.
Die Ideologiekritik befasst sich mit der gesellschaftspolitischen Bedeutung von Abbildern.

## Philosophie

### Antike
Die grundlegenden Positionen in der Antike unterteilen sich in solche des Materialismus, Idealismus und Realismus.
Die Verknüpfung der Erkenntnistheorie mit einem Nachdenken über Abbildungen geht weit in die antike Philosophie zurück – erste Überlegungen finden sich schon bei Heraklit: „Der Seele Grenzen kannst du nicht ausfinden, und ob du jegliche Straße abschrittest; so tiefen Grund hat sie.“ Er behauptete, „dass die Sehkraft täuscht“ und „sich die Leute im Kennenlernen der sichtbaren Dinge irren“.
Eine frühe Theorie der Abbildung entwickelten die griechischen Philosophen Leukipp und Demokrit, deren Lehre auch als Atomismus bezeichnet wird. Nach ihrer Erkenntnis werden von den realen Gegenständen ständig unsichtbare Atome oder Bilderchen (eidola) ausgesandt, die durch die Sinnesorgane in die Seele gelangen. Diese materialistische Theorie vertraten später auch die Epikureer.
Das Höhlengleichnis aus dem siebten Buch von Platons Dialog Politeia gilt als eine zentrale Formulierung des Problems, das sich ergibt, sobald man die optische Abbildung zu einer Metapher für Erkenntnis macht und darauf verweist, dass wir den Abbildungsprozess selbst nicht wahrnehmen. Platon baut sein Gleichnis so auf, dass er den Abbildungsprozess komplex gestaltet und dem Wahrnehmenden entzieht: Im Mittelpunkt steht ein in einer Höhle gefesselter Mensch. Alles, was er zu sehen bekommt, sind die Schatten von Gegenständen, die sich auf der ihm gegenüberliegenden Wand der Höhle abzeichnen. Dargeboten werden ihm dabei nicht einmal die Schatten realer Dinge – er verfolgt ein inszeniertes Schattenspiel. Welche Haltung, so lautet die philosophische Frage, wird der Gekettete zu den sich an der Wand abzeichnenden Formen entwickeln? Muss er sie nicht für die realen Objekte halten? Den Ausweg aus dem Erkenntnisdilemma zeigt Platon durch sein Gleichnis. Die einzige Chance der Erkenntnis, die der Wahrnehmende hat, liegt im philosophischen Nachdenken. Könnte er eine korrekte Idee des Abbildungsprozesses erlangen, so könnte er durchschauen, was ihm vorgespiegelt wird. Zumindest eines kann er ermessen: dass seine gegenwärtige Vorstellungen wenig mit der Welt, wie sie wirklich ist, zu tun haben. Entsprechend entwarf Platon ein Weltbild, in dem die sinnlichen Wahrnehmungen nur Abbildungen von Ideen liefern, die als Urbilder das Wesen der Welt ausmachen; siehe dazu auch die Ideenlehre. Er betrachtete den gesamten natürlichen Kosmos als Abbild des Göttlichen und die Zeit als Abbild der Ewigkeit.
Gegen die idealistische Auffassung Platons opponierte sein Schüler Aristoteles, der ihm vorhielt, dass er mit der Vorstellung der Ideen die Anzahl der Gegenstände in der Welt zumindest verdoppele. Für Aristoteles entsteht Erkenntnis nicht in einer einzelnen Wahrnehmung als sozusagen „unmittelbare“ Abbildung der Wirklichkeit, sondern in der richtigen Konstellation der jeweiligen Bedeutungsinhalte (symplokä noämaton), welche er nach bestimmten Urteilsformen miteinander in Beziehung setzte. Aristoteles verwarf also ein Modell, nach welchem die richtige Abbildung der Wirklichkeit in der Erkenntnis des Menschen nur auf (materielle) Einwirkung der Außenwelt und affektive Reaktionen darauf zurückzuführen ist. Entscheidend für ein im aristotelischen Sinne „richtiges Abbild“ ist, dass der Verstand des Menschen die jeweiligen Sinneseindrücke in eine richtige Beziehung zueinander setzt. Aus der Auseinandersetzung darüber, ob es eigenständige Ideen gibt, entstand im Mittelalter der Universalienstreit.
In der Spätantike knüpfte die Stoa zwar an das naturalistische Weltbild der Atomisten an, vertrat aber wie Aristoteles die Theorie eines differenzierteren Erkenntnisprozesses. Die richtige Vorstellung vom Gegenstand setzt nicht nur die Umsetzung einer Sinnesreizung in Wahrnehmungen voraus, sondern auch die rationale Verarbeitung der Sinnesdaten und eine rationale Beurteilung (sygkatathesis).

### Mittelalter
Bis in die Neuzeit blieb das Nachdenken über eine Erkenntnis mittels Abbildern ein Eckstein religiöser, idealistischer und transzendentalistischer Philosophie. Es schien plausibel, dass sich menschliche Erkenntnis, solange sie sich auf Sinneswahrnehmungen beschränkte, Täuschungen ausliefert und zur höheren Erkenntnis – insbesondere der Gottes – nicht vordringt. Das Nachdenken über Abbild und Wirklichkeit stand für die Kluft zwischen unserer Vorstellung und der Wirklichkeit. Die Bibel lieferte Anknüpfungen an die antike Problemstellung mit Passagen wie jener aus 1. Korinther 13 (in Luthers Übersetzung von 1545): „Es müssen auffhören die Weissagungen, und auffhören die Sprachen, und das Erkenntnis selbst wird auffhören. Denn unser Wissen ist stückwerck, und unser Weissagen ist stückwerck […] Wir sehen jetzt durch einen Spiegel in einem tunckeln Wort, Denn aber von angesicht zu angesicht.“
Der gegenwärtige Zustand fessele den Menschen als Ebenbild Gottes an eine unvollkommene Erkenntnis. Was er von sich sieht, ist nicht mehr, als was er in einem schlechten Spiegel zu sehen bekommt. Eine wahrhaftige Erkenntnis wird erst möglich, wenn der Mensch Gott gegenübersteht.
Es war vor allem Augustinus, der um 400 n. Chr. die Abbildvorstellung in einen christlichen Rahmen übertrug. Dadurch, dass der Mensch über Geist und Verstand verfügt, hebt er sich von allen anderen Kreaturen ab und wird zum Ebenbild Gottes auf Erden. Weil er einen freien Willen hat, ist der Mensch aber auch unvollkommen und kann aus eigener Leistung die Wahrheit nicht erkennen. Zugang zu Gott als dem Urbild alles Seienden findet er nur in der Kontemplation. Die Trinität von Sein, Liebe und Erkennen als Bild Gottes offenbart sich nur im Inneren des Menschen (De Trinitate).
Die arabische, jüdische und lateinische Scholastik diskutierten viele Grundprobleme der allgemeinen Epistemologie, darunter die Frage nach dem Grund unserer Überzeugungen und ihrer Erkenntnis, vielfach unter Rückgriff auf die Metapher von Urbild und Abbild. Bereits in der Antike werden Universalien – und teilweise auch Individualbegriffe – als Ideen im göttlichen Schöpfergeist gesehen. Damit sind sowohl die Strukturen als auch die einzelnen Objekte der Realität beschreibbar als Abbilder von Urbildern im göttlichen Geiste. Nach der Vorstellung von der „absoluten Einfachheit“ des göttlichen Wesens und seiner „Einzigkeit“ als ewiges und notwendiges Sein werden diese Ideen in Gott als teilweise miteinander verbunden betrachtet. Gottes Geist gibt nach dieser Vorstellung dem begrenzten Erkenntnisvermögen die Begriffe ein, entweder spontan oder auf den Sinnen beruhend, welche Einzeldinge erkennen können, aber nicht den gesamten göttlichen Geist. Der bei Aristoteles nicht erklärte Begriff eines „aktiven Verstandes“ (intellectus agens) wird vielfach dieser Auffassung zugrunde gelegt. Auf dieser theoretischen Basis können neben der ontologischen Abhängigkeitsbeziehung auch innerhalb der Erkenntnistheorie sämtliche Begriffe als Abbilder von Urbildern im göttlichen Geiste gedeutet werden.
Spätestens sobald auch im lateinischen mittelalterlichen Westen eine genauere Kenntnis des aristotelischen Werkes vorlag, die durch arabische Übersetzungen vermittelt worden war, und sich die theologische und philosophische Diskussion akademisch professionalisiert hatte, wurde dieser Themenkreis vielfach debattiert. Zahlreiche Theologen und Philosophen sahen jetzt die menschliche Erkenntnis weniger als Abbild göttlicher, sondern eher irdischer endlicher Realität. Sie stellten die These auf, dass nichts im Intellekt ist, was nicht vordem durch die Sinne wahrgenommen worden ist. Erkenntnis oder Wahrheit beruhe auf einer Übereinstimmung des Intellekts mit der Sache; siehe dazu auch die Korrespondenztheorie.
Wirkungsgeschichtlich sind solche Konzepte sehr bedeutsam gewesen. Entgegen diesem oft als aristotelisch bezeichneten erkenntnistheoretischen Ansatz gingen im Spätmittelalter Theoretiker wie Meister Eckhart davon aus, dass der menschliche Geist direktes Abbild des göttlichen Intellekts ist: er sei nämlich damit vollkommen identisch, und die Umsetzung dieser Identität sei für den Menschen Ziel des geistigen Weges.

### Renaissance und Neuzeit

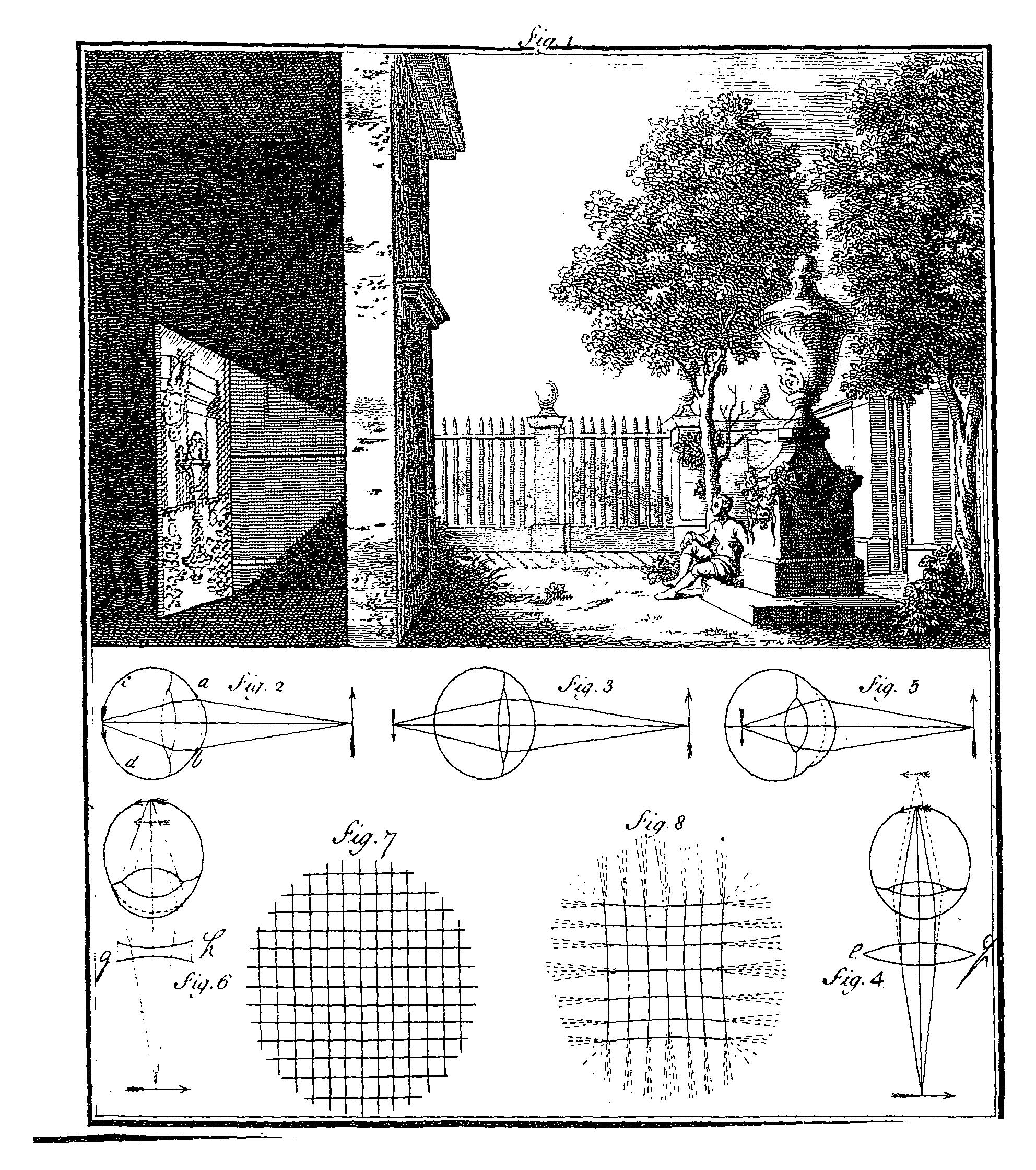
Das Auge erzeugt ein Abbild vom Gegenstand (das im Gehirn gespiegelt und wieder richtig herum gestellt werden muss), Abbildung aus James Ayscough, A Short Account of the Eye and Nature of Vision (London, 1752).

Noch im Lauf der scholastischen Debatte, vor allem aber in der Renaissance wagten es Philosophen, sich von augustinischen Dogmen zu lösen und das bekannte Nachdenken über die Unzulänglichkeit der Abbilder umzuwenden. Mit dem Aufkommen der mit Mathematik betriebenen perspektivischen Malerei wie mit dem Ausbau der Naturwissenschaften wurde es in einer Wendung und Aneignung der bestehenden Debatte interessant, gerade eine Welterkenntnis zu propagieren, die mit der Sicherheit von Abbildungsprozessen hantierte. Sinnesorgane wurden seziert, man experimentierte mit optischen Linsen und Kameras, die perfekte Bilder der Außenwelt in Innenräume hineinprojizierten, und baute die gesamte empiristische, mit den modernen Naturwissenschaften einhergehende Philosophie auf einem – gegenüber dem platonischen radikal gestrafften – Abbildungsmodell auf:
Es gibt diesem Modell nach eine Außenwelt. Wir verfügen über Sinnesorgane, um sie wahrzunehmen. Unsere Organe erzeugen Sinneseindrücke, Bilder der Welt in unserem Bewusstsein. Wir müssen demnach Instrumente entwickeln, mit denen wir weit perfektere Abbildungen der Welt zustande bringen: Thermometer, Barometer, Teleskope, Mikroskope – ein Instrumentarium, mit dem wir unsere Sinneswahrnehmungen auf den Makro- und Mikrokosmos ausdehnen.
Heikel wird der Erkenntnisprozess, so die Empiristen, wenn er „verunreinigt“ wird, und wenn „irrige Vorstellungen“ in ihn eindringen. Schon Francis Bacon warnte vor falschen Idolen, die zu Trugbildern werden. Die Erkenntnistheorie des Empirismus begreift die Seele und den Verstand als tabula rasa, als eine leere Tafel, auf der sich durch sinnliche Wahrnehmungen Abbilder der Wirklichkeit gewissermaßen abzeichnen. John Locke etwa beschrieb den Verstand in An Essay concerning Humane Understanding 1690 (Essay über die menschliche Verständigung) als „empty cabinet“, „sheet of blanc paper“ (weißes Blatt Papier) oder „waxed tablet“, auf denen sich Abbilder der Gegenstände einprägen. George Berkeley entwickelte eine Abbildtheorie, nach welcher er Erkenntnis als „ideas, imprinted on the senses by the Author of Nature“ auffasst.
Unsere Fähigkeit, neue Dinge zu erfinden, beruht demzufolge darauf, dass wir zwar aus Sinneseindrücken passiv zu Ideen gelangen, diese aber – so John Locke – zu neuen Ideen zusammensetzen können. Unser gesamtes Denken geschehe in einer „association of Ideas“, einer fortlaufenden Verknüpfung von Ideen. Gelangten wir dabei zu irrigen Vorstellungen, so könnten wir alle möglichen abergläubischen Vorstellungen entwickeln.
Gegenüber dem Empirismus baute sich im Lauf des 17. und 18. Jahrhunderts eine neue Position idealistischer Philosophie auf, der Rationalismus Descartes’ und Leibniz’, die das empiristische Erkenntnismodell in ihr Denken integrierten: Wenn das, womit wir umgehen, Sinnesdaten sind und wenn wir, wie die Empiristen behaupteten, unsere Ideen aus einer Kombination von Sinnesdaten gewinnen, so mussten die Vertreter des Empirismus selbst zugeben, dass sie von dem, wovon ihre Erkenntnis ausging, der Außenwelt, letztlich keine Erkenntnis erlangen konnten. Sie verarbeiteten lediglich Sinnesdaten. Die Dinge, die wir sehen, sind nicht die „Dinge an sich“ und das, was wir mit den Konzepten tun, unser Verknüpfen und Kombinieren, ist selbst nicht Teil der auf Wahrnehmungen reduzierbaren Welt. Schon nach Descartes ist es ein Irrtum anzunehmen, zwischen Gegenstand und Vorstellung gäbe es eine Ähnlichkeit (Med. III) oder sogar Übereinstimmung. Die sinnlichen Impulse sind dunkel und unscharf und werden erst klar und unterscheidbar durch den Verstand.
Eine Hinwendung auf das erkennende Subjekt war die Folge; bei Locke hatte sie sich bereits angebahnt, wenn er von der „Verknüpfung von Ideen“ als dem letztendlichen Erkenntnisprozess ausging. Sein Hauptwerk behandelt das „menschliche Verstehen“, er befasst sich nicht mit der Außenwelt. So werden nach Kant Erkenntnisbilder durch die produktive Einbildungskraft als Teil des aktiven Verstandes erzeugt. Ein direkter Rückschluss auf die äußere Wirklichkeit ist dadurch jedoch nicht möglich.
Denis Diderot (1713–1784), französischer Gelehrter der Aufklärung und zusammen mit Jean-Baptiste le Rond d’Alembert Gründer des großen Universallexikons Encyclopédie ou Dictionnaire raisonné des sciences, des arts et des métiers (1751–1780), vertrat im Anschluss an Descartes die These, dass die Erkenntnis der Realität lediglich durch wissenschaftliche Experimente möglich sei. Dazu müssten die Ergebnisse allerdings gedeutet werden, und zwar nach Regeln, die selbst nicht induktiv gewonnen werden können, sondern intuitiv erahnt oder erraten werden müssten. In einem Gleichnis Diderots treffen sich fünf Menschen, von denen je einer nur sieht, hört, riecht, schmeckt und tastet. Sie können sich kaum darüber verständigen, in der gleichen Welt zu leben. Dies soll die konstitutive Bedeutung der Sinnesorgane für die Erfahrung der Gegenstände veranschaulichen.
Der deutschstämmige Philosoph der französischen Aufklärung Holbach, der atheistische Positionen vertrat, entwickelte ein mechanistisches Weltbild und legte ein deterministisches Konzept über die Wirklichkeit in Bezug auf den Menschen vor.
Ebenfalls im 18. Jahrhundert formulierte der schottische Historiker und Philosoph David Hume das später so bezeichnete Humes Gesetz, wonach sich aus Aussagen über die Wirklichkeit keine Anhaltspunkte über Ethik und Moral ableiten lassen. Für Hume besteht der menschliche Geist aus Vernunft und Wille. Während die Vernunft eine Übereinstimmung von Überzeugung und Wirklichkeit, das heißt Wahrheit anstrebt, ist der Wille darauf ausgerichtet, die Wirklichkeit nach den Vorstellungen und Wünschen des Individuums zu beeinflussen. Hume nahm an, Wille und Vernunft seien streng zu trennen. Während ersterer den Menschen motiviere, nicht aber zur Erkenntnis der Wirklichkeit führe, strebe allein die Vernunft nach Wahrheit und Wissen.

### 19. und 20. Jahrhundert
Das philosophische Spektrum spaltete sich im 19. Jahrhundert in weiter differenzierte Positionen auf. Vertreter der transzendentalphilosophischen/idealistischen Tradition bestritten die Möglichkeit einer Abbildungsbeziehung überhaupt (Neukantianismus, Husserl), weil sich die tatsächliche Beschaffenheit einer dem Menschen externen Wirklichkeit dessen Erkenntnisvermögen entziehe. Die empiristischen/materialistischen Schulen entwarfen ebenso wie der Kritische Realismus (Oswald Külpe, Nicolai Hartmann) Abbildungstheorien, die zumindest strukturelle (isomorphe) Entsprechungen von Realität und Bewusstsein annahmen. Der Neuling in dieser Vielfalt war die positivistische Denkrichtung, deren Protagonisten sich auf die Analyse der physiologischen und psychologischen Gegebenheiten konzentrierten.

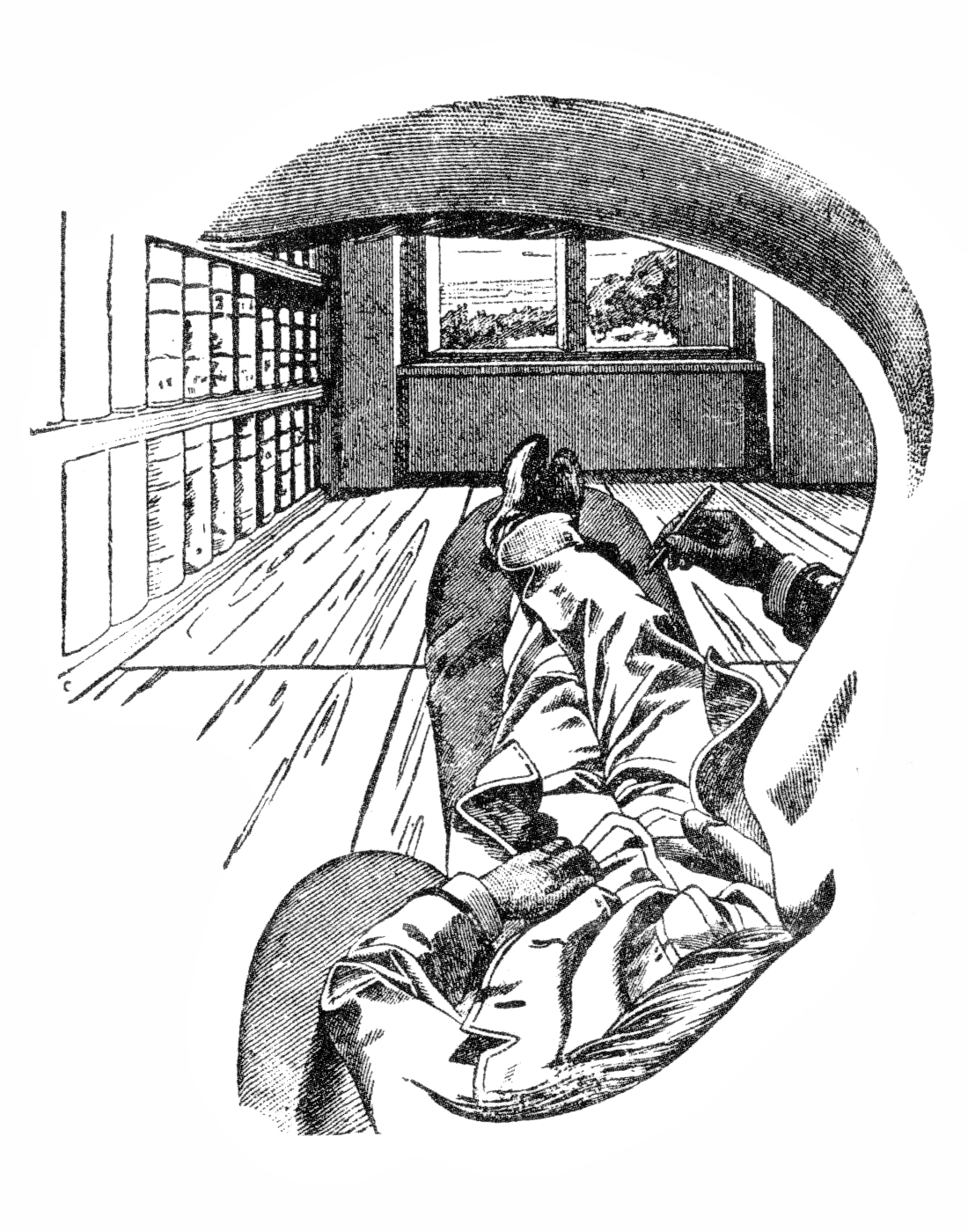
Der Komplex bildlicher Empfindungen (der Einfachheit halber mit nur einem Auge gesehen). Abbildung aus Ernst Mach: Die Analyse der Empfindungen. 1900, S. 15.

Die Positivisten verabschiedeten sich bereits Mitte des 19. Jahrhunderts von der Abbildungstheorie. Gemeinsam mit den Empiristen gingen sie davon aus, dass der Mensch Wahrnehmungen interpretieren muss. Sie wechselten jedoch wie die sogenannten Transzendentalphilosophen die vorher eingenommene Perspektive: Das unserer Erkenntnis vorangehende Bild ist demnach nicht das der Außenwelt, in dem sich wie auf dem Schirm einer camera obscura die Realität widerspiegelt. Auch das Auge bildet die Welt nicht ab, vielmehr ähnelt der sinnliche Eindruck des Auges eher dem, was Ernst Mach in seiner Analyse der Empfindungen skizziert. Eine Trennung in Außenwelt und Innenwelt nimmt die Person erst im Umgang mit dem vom Auge empfangenen Bild vor, und zwar durch eine Analyse, Kategorisierung und Interpretation der Wahrnehmungen. Die Menschen haben etwa die Empfindung einer willentlichen Anstrengung, mit der sie ihre Arme heben und sehen im selben Moment Teile des Bildes, die sie mit ihren Armen verbinden, in Bewegung. Sie interpretieren diese Empfindungen jedoch als taktile. So ordnen und verknüpfen sie die Empfindungen und entscheiden dabei, einige als zum Körper gehörig zu betrachten und andere auf die Umgebung zurückzuführen. Dieselben Empfindungen könnten nach diesem Konzept aber auch gerade einem Traum entsprungen sein. Denn auch der Träumer bildet Kategorien und sieht einige Empfindungen als körperliche, andere als zur Außenwelt gehörige an.
Diese Analyse erfolgt laut Mach unbewusst und pragmatisch, das heißt, der Mensch interpretiert durch die Sinnesorgane aufgenommene Daten, die ihm Vorhersagen erlauben. Seine Vorstellung davon, wie die Welt beschaffen ist, hat allerdings nur Modellcharakter: „Die Datenlage verhält sich so, als wenn die Dinge die folgende Beschaffenheit hätten …“ Der Wissenschaftler ordnet die Befunde letztlich nur „ökonomisch“: Wirkungsmechanismen, die er nicht benötigt, um eine Voraussage zu treffen, lässt er in seinem Modell außer Acht.
Viele Probleme der vorangegangenen philosophischen Debatte stellen sich bei dieser Annahme nicht mehr. Wenn es Bereiche wie z. B. den der Quantenphysik gibt, in denen die gleichen Objekte sich in dem einen Experiment so verhalten, als ob sie aus Partikeln (z. B. Atomen) bestehen, und in der anderen Untersuchung als Wellen auftreten, so muss der Anhänger des Positivismus sich nicht auf das eine oder andere festlegen. Vielmehr kann er, abhängig vom jeweiligen Kontext, so oder auch anders mit den Informationen umgehen. So kann es seiner Meinung nach beispielsweise auch zweckmäßig sein, Wohngebäude für den herkömmlichen dreidimensionalen Raum zu berechnen und gleichzeitig Daten von Weltraumteleskopen unter Maßgabe einer vierdimensionalen Raumzeit zu interpretieren.
Aus Sicht der marxistischen Philosophie ist der Positivismus eine bürgerlich subjektivistische Weltanschauung. Diese Auffassung formulierte etwa Lenin in seiner Kritik an Mach. Über die reale materielle Welt, die es laut Lenin zu verändern gilt, werde im Positivismus lediglich in Modellannahmen gesprochen. Die Positivisten interessierten sich nicht dafür, wie diese Welt beschaffen ist, sondern wollten nur „praktisch rechnen“.
Nach Ansicht der Positivisten hingegen erheben die marxistischen Materialisten mit ihrer Widerspiegelungstheorie einen Wahrheitsanspruch, für den sie keinen Beweis erbringen können. Sie wollen das Modell einer Abbildung der materiellen Welt zusammen mit der Kulturgeschichte als Eckpfeiler der Annäherung an die Wahrheit verstehen. Im Detail geht das nicht, so die strittige positivistische Kritik, ohne verdeckte idealistische oder metaphysische Annahmen im Materialismus. So setzt der Artikel über „Abbildtheorie“ im marxistisch-leninistisch orientierten Philosophischen Wörterbuch der DDR die Existenz eines „Geistes“, in den das Bild der materiellen Welt hineingespiegelt wird, und von Materie, die gespiegelt wird, voraus:
Abbilder sind ideelle Resultate des Widerspiegelungsprozesses, in dem sich die Menschen auf der Grundlage der gesellschaftlichen Praxis die objektive Realität vermittels des gesellschaftlichen Bewusstseins in verschiedenen Formen, wie Wissenschaft, Ideologie, Moral, Kunst, Religion, geistig aneignen. Sie entstehen in einem komplizierten Prozess der Übersetzung und Umsetzung des Materiellen in Ideelles […] Ein Abbild ist dadurch charakterisiert, dass es von dem Abgebildeten verschieden ist, von ihm abhängig ist und mit ihm übereinstimmt.
Die neomarxistische Kritik an der dogmatischen marxistischen Erkenntnistheorie, die beispielsweise Antonio Gramsci und Karl Korsch vorbrachten, fasste die Widerspiegelungstheorie und damit den Begriff Abbild differenzierter.

### Sprachphilosophie

#### Sprache als ein Modell der Wirklichkeit

In Aussagen zu Sachverhalten zerlegbar, das Abbild einer Schachstellung (Studie von Alexei Alexejewitsch Troizki aus dem Jahr 1921, Weiß am Zug gewinnt)

In einem Raum sind verschiedene Schachspiele aufgebaut. Wir bitten jemanden, nachzusehen, ob auch die in der Abbildung dargestellte Situation des Jahres 1921 darunter ist. Das ist keine unmögliche Aufgabe – in dem Raum muss sich ein Schachspiel befinden, bei dem ein schwarzer Läufer auf a8 steht, ein weißer König auf b1, ein schwarzer Bauer auf h7 …; man kann vor ein beliebiges Schachbrett treten und überprüfen, ob das alles der Fall ist. Das Bild bildet mit Aussagen zu einzelnen Sachverhalten einen komplexen Sachverhalt ab. Jede einzelne zitierte Aussage war sinnvoll, da wir wussten, was der Fall sein sollte, wenn sie wahr ist. (Dann nämlich steht auf dem ersten bezeichneten Feld tatsächlich ein schwarzer Läufer etc.) Sinnvolle Aussagen müssen dabei weder den Naturgesetzen gehorchen noch irgendeine tatsächliche Situation abbilden. Auch der Satz „Auf dem Schachbrett steht auf jedem Feld ein weißer Bauer.“ ist sinnvoll. Das müssen demnach 64 weiße Bauern sein, und da mögen Schachspieler einwenden, dass ein Spiel nur acht weiße Bauern hat, die nicht überall hingelangen können; dennoch ist eben das denkbar, dass etwa ein Künstler 64 weiße Bauern auf die einzelnen Felder eines Brettes verteilt. Die Aussage ist sinnvoll, gleichgültig, ob ein Schachbrett irgendwo so bestellt ist, da wir wissen, was der Fall sein soll, wenn sie wahr ist.
Das Buch, in dem Ludwig Wittgenstein die Frage neu stellte, wie Abbildungen funktionieren, war der Tractatus Logico-Philosophicus aus dem Jahre 1922. Es ging nun nicht mehr wie in früheren Studien darum, wie das Bild der Außenwelt in unserem Bewusstsein entsteht, wo die Welt ist und wo unser Bewusstsein zu verorten ist, vielmehr fragte Wittgenstein jetzt, wieso uns ein Bild im Alltagsleben dienen kann, eine Sachlage abzubilden. Die Antwort war: Ein beliebiges Bild lässt sich in Aussagen darüber zerlegen, was laut Aussagen des Bildes der Fall sein soll.
| 2.1   | Wir machen uns Bilder der Tatsachen.                              |
| 2.12  | Das Bild ist ein Modell der Wirklichkeit.                         |
| 2.19  | Das logische Bild kann die Welt abbilden.                         |
| 2.203 | Das Bild enthält die Möglichkeit der Sachlage, die es darstellt.  |
| 3     | Das logische Bild der Tatsache ist der Gedanke.                   |
| 3.1   | Im Satz drückt sich der Gedanke sinnlich wahrnehmbar aus.         |
| 4.01  | Der Satz ist ein Bild der Wirklichkeit                            |
| 4.031 | Im Satz wird gleichsam eine Sachlage probeweise zusammengestellt. |

Wittgenstein wartete mit seinem Tractatus mit zwei Überraschungen auf: Alle Abbildungen, ob bildliche oder sprachliche, funktionieren in dem Maße gleich, in dem sie sinnvoll sind. Bietet das Foto, welches den Artikel Kölner Dom eröffnet, ein Abbild des Kölner Doms? Ja, da es uns erlaubt, Aussagen zu den demnach bestehenden Sachverhalten zu machen. Ist das Bild, das sich unter folgendem Link befindet, ein Bild des Kölner Doms? Nein, da der Kölner Dom zwei Türme hat, dieses Bauwerk aber nur einen – hinzu kommen noch zahlreiche andere Unterschiede, die erkennen lassen, dass es sich bei dem in Frage stehenden zweiten Bild um eines des Straßburger Münsters handelt.
Das beliebige photographische Bild taugt als Abbild, da es sich von uns in Aussagen zu angeblichen Tatsachen zerlegen lässt. Es notiert Sachverhalte, und wir können vor das Abgebildete treten und sagen, ob diese Sachverhalte der Reihe nach mit einem Vermerk „es ist der Fall“ abgehakt werden können. Sätze sind sinnvoll, wenn sie nicht tautologisch (analytisch) oder metaphysisch sind. Sie müssen an der Wirklichkeit gemessen werden können, sind also ein Abbild einer – zumindest möglichen – Wirklichkeit. Also kann der Mensch die gesamte empirische Welt, und zwar genauso weit, wie er sie wahrnimmt und als diese Welt identifizieren kann, mit genau solchen Aussagen zu Sachverhalten abbilden.
An Wittgensteins Ausführungen verblüffte traditionelle Philosophen besonders, dass sie beliebige Abbildungen auf die Ebene von Aussagen zurückbrachten und dass sie gleichzeitig ohne eine metaphysische Theorie zu „Geist“, „Ideen“ und „Dingen an sich“ auskamen und dennoch erklärten, wieso sprachliche Aussagen, Bilder oder Tondokumente für uns als Abbilder verwendbar werden und was geschieht, wenn wir Abbilder auswerten.
Wittgenstein war davon überzeugt, dass er nun nicht nur die Antwort darauf gefunden hatte, warum Abbildungen funktionieren: nämlich weil sie auf sinnvollen Aussagen basieren. Er notierte gleichzeitig, das Projekt der Weltabbildung habe logische Grenzen, die sich in einem Nachdenken über die Verifikation von Aussagen ergaben. Aussagen sind demnach sinnvoll, solange wir wissen, nach welcher Untersuchungsmethode wir sie für wahr oder unwahr befinden. Aussagen zu Moral und Kausalität sind nicht im selben Maße sinnvoll zu formulieren. In der Vorrede des Tractatus wie im Verlauf der Abhandlung ging es Wittgenstein entscheidend darum, diese Aussagen aus dem Nachdenken über Abbildungen auszuklammern, ihnen einen ganz anderen Stellenwert zuzuweisen.
Weiter heißt es im Tractatus:
| 2.151   | Die Form der Abbildung ist die Möglichkeit, dass sich die Dinge so zueinander verhalten, wie die Elemente des Bildes. |
| 2.1511  | Das Bild ist s o mit der Wirklichkeit verknüpft; es reicht bis zu ihr.                                                |
| 2.1512  | Es ist wie ein Maßstab an die Wirklichkeit angelegt.                                                                  |
| 2.15121 | Nur die äußersten Punkte der Teilstriche b e r ü h r e n den zu messenden Gegenstand.                                 |

Platzhalter für René Magritte, La condition humaine I (1933): Links zu Abbildungen im Internet:

Weshalb wir Bildern ansehen, dass sie Abbilder sind, darüber zu sprechen war einfach. Die schwierigere Frage war, wie wir die Sprache der Aussagen erlernten, mit der wir uns darüber austauschen können, inwiefern ein Bild etwas abbildet; sie sollte im Zentrum der späteren Arbeiten Wittgensteins rund um die Philosophischen Untersuchungen (postum erstveröffentlicht 1953) stehen: Wie finden wir in die Sprache hinein? Seine Überlegungen, die er an diese Frage anknüpfte, waren pragmatisch. Er zeigte sich davon fasziniert, dass die menschliche Kommunikation funktioniert. In seinen letzten Schriften, insbesondere in Über Gewißheit (postum erstveröffentlicht 1969), schlägt er eine Differenzierung vor. Im Alltag stellen sich die meisten philosophischen Probleme nicht. Wir fänden es sogar merkwürdig, wenn jemand sie in diesem Zusammenhang erwähnte und etwa daran zweifelte, dass ein Ding, welches wir sehen, vorhanden ist. Die philosophischen Probleme erheben sich lediglich in speziellen Debatten, vorrangig in philosophischen universitären Seminaren und Fachzeitschriften. Daher handele es sich nicht um wirkliche Probleme der Menschheit, die dort erörtert werden.
Die Schwierigkeiten, die Abbildungen im Alltagsleben aufwerfen, sind anderer Natur als die philosophischen. Wichtig sind im alltäglichen Umgang mit Abbildungen eindeutige Abbildungsverfahren, datensparenden Reduktionen auf die zu machenden Aussagen, bequem durchsuchbare Abbildungsformate, Instrumentarien, die es erlauben, mit Abbildungen in den atomaren Bereich vorzudringen, Großteleskope, die es ermöglichen, präzisere Bilder des Weltalls zu liefern.
Die Problemstellungen, auf die die Philosophie verwies, haben einen benennbaren Kern: Sobald wir über Abbilder erkenntnistheoretisch nachdenken und sobald wir das Abbild und den Abbildungsprozess zu einem Abbild des Erkenntnisprozesses erheben, bringen wir in aller Regel Instanzen in unser Nachdenken hinein, die außerhalb derselben Abbilder und unserer Erkenntnis stehen: die „Außenwelt“, das „Bewusstsein“, den „Geist“, die „Dinge an sich“, die „Ideen“, die wir von ihnen entwickeln. Das Wort Abbildung lenkt den Blick auf das Endergebnis, über das wir verfügen, auf das Bild von der Welt. Die Beziehung, die das Bild zur Welt hat, ist nie Teil des Bildes. Das Wort Abbild legt jedoch fest, dass dieses Bild eine Beziehung zur Außenwelt hat. Dies ist wissenschaftlich nicht zu ergründen, was aber nicht erheblich ist, da es für die Menschheit keine Bedeutung hat. Lediglich Ideologien wie Materialismus oder Idealismus beziehen sich darauf.

#### Abbild ohne Ähnlichkeit – Symboltheorie
In der zweiten Hälfte des 20. Jahrhunderts hat der amerikanische Philosoph Nelson Goodman mit seinem Werk Sprachen der Kunst (SdK) der Diskussion um eine philosophische Abbildtheorie neue Impulse gegeben. Als Vertreter der analytischen Philosophie und Quine-Schüler entwickelte er – beeinflusst von Charles S. Peirce und Charles W. Morris – eine Symboltheorie, mit der er Verbindungen von der Sprachphilosophie zur Kulturphilosophie Ernst Cassirers und Susanne K. Langers herstellte.
Goodman fasst Abbilder als Symbole auf, die ein Objekt „repräsentieren“; siehe dazu auch Signifikant und Signifikat. Aufgrund der höchst unterschiedlichen Weisen, in der eine solche Repräsentation möglich ist, weist er die Auffassung zurück, dass Ähnlichkeit ein Merkmal ist, durch welches das Wesen eines Abbilds bestimmt werden kann. Der Zusammenhang zwischen Repräsentation und abgebildetem Objekt ist vielmehr willkürlich. Ähnlichkeit ist zudem nicht auf Abbildungen beschränkt, wie zum Beispiel die Ähnlichkeit von Zwillingen zeige.

„Tatsache ist, dass ein Bild, um einen Gegenstand repräsentieren zu können, ein Symbol für ihn sein, für ihn stehen, auf ihn Bezug nehmen muss; und dass kein Grad von Ähnlichkeit hinreicht, um die erforderliche Beziehung der Bezugnahme herzustellen. Ähnlichkeit ist für Bezugnahme auch nicht notwendig, beinahe alles kann für fast alles andere stehen. Ein Bild, das einen Gegenstand repräsentiert – ebenso wie eine Passage, die ihn beschreibt –, nimmt auf ihn Bezug und genauer noch: denotiert ihn. Denotation ist der Kern von Repräsentation und unabhängig von Ähnlichkeit.“

Damit vertritt Nelson Goodman einen erkenntnistheoretischen Konstruktivismus. Beim Sehen eines Objektes wird dieses zugleich konstruiert. Es wird eine Interpretation hergestellt. In Anlehnung an Kant postuliert Goodman: „Das unschuldige Auge ist blind und der jungfräuliche Geist ist leer.“
Der Begriff des Symbols ist bei Goodman weit gefasst. Symbole können Wörter, Texte, Tanz, Bilder, Zeichnungen, Töne, Modelle und anderes mehr sein. In sachlichen Zusammenhängen oder in Lebensbereichen wie der Kunst, den Wissenschaften oder der Mathematik bestehen Symbolsysteme. Sie tragen jeweils zur Erzeugung der Welt bei. „Die Erzeugung des Bildes ist gewöhnlich auch an der Erzeugung dessen, was bildlich dargestellt wird, beteiligt.“
In Hinblick auf die Beziehung zwischen Repräsentation und Objekt unterscheidet Goodman zwischen Denotation und Exemplifikation. Die Denotation ist demzufolge eine extensionale Bezugnahme auf ein repräsentiertes Objekt – z. B. ein Porträt, einen Sachverhalt –, das existiert oder fiktiv sein kann. Exemplifikation nach Goodman bedeutet, dass ein Bild oder ein Symbol eine exemplarisch ausgewählte Sichtweise auf das Objekt vermittelt, inhaltlich also etwas Eigenes darstellt, das über das Dargestellte durch Interpretation hinausgeht.
Denotation bezeichnet also das „Was“ der Darstellung und Exemplifikation das „Wie“. Denotation deutet vom Gegenstand auf das Abbild, Exemplifikation vom Abbild auf den Gegenstand. Allerdings sind beide nicht als Umkehrung aufzufassen, weil die Exemplifikation nur die Bezugnahme auf bestimmte Eigenschaften oder Symptome betont. Eine besondere Form der Exemplifikation ist die metaphorische Exemplifikation, die Goodman als „Ausdruck“ bezeichnet. Der Ausdruck ist ein „heimisches Merkmal“ eines Symbols. Ein Bild, das Angst ausdrückt, bezieht sich weder auf die Ängste des Malers noch auf die eines Betrachters, sondern versucht mit seinen eigenen Stilmitteln das Phänomen zu zeigen. Nicht jede Exemplifikation ist Ausdruck, aber jeder Ausdruck ist Exemplifikation. Repräsentation steht für Objekte, Ereignisse und Sachverhalte. Ausdruck steht für Gefühle, die man nicht unmittelbar erklären kann.
Bilder sind keine reinen Abbilder der Wirklichkeit, sondern Modelle, die eine immer deutende Sichtweise der Realität enthalten.

„Nur wenige Ausdrücke werden im populären und wissenschaftlichen Diskurs undifferenzierter gebraucht als ‚Modell‘. Ein Modell ist etwas, das man bewundert oder dem man nacheifert, ein Muster, ein pauschaler Fall, ein Typ, ein Prototyp, ein Exemplar, ein Modell in Originalgröße, eine mathematische Beschreibung – nahezu alles von einer Blondine bis hin zu einer quadratischen Gleichung.“

Realistisch ist ein Bild für Goodman dann, wenn es einen Gegenstand so repräsentiert, wie man es gewohnt ist. Es kommt also nicht darauf an, dass das Bild oder Symbol möglichst viele Informationen des dargestellten Objektes widerspiegelt. Symbolsysteme können „digital“ (diskret) sein wie die Sprache oder „analog“ (kontinuierlich) wie Gemälde oder Fotos. Digitale Systeme weisen eine geringere „Dichte“ auf als analoge. Soweit nicht sprachliche Systeme dichter sind als Sprache, kann Sprache sie niemals vollständig beschreiben, sondern nur exemplifizieren.

### Kritik
Kritiker einer Abbildtheorie sind Vertreter eines „direkten Realismus“. So hat etwa William James seine Kritik der Abbildtheorien als Parodie formuliert:

„Ich stelle mir vor, ich sei die einzige Realität in der Welt, und frage dann, was ich da noch beanspruchen könnte, wenn man mir es gestattete. Ich könnte eventuell den Anspruch erheben, daß ein Geist aus der wüsten Leere daher komme, sich vor mich stelle und mich abbilde. Ich kann mir wohl vorstellen, was dieses Abbild bedeutet, aber ich kann kein Motiv dafür heraufbeschwören. Ich kann nicht herausfinden, was es mir nützen sollte, abgebildet zu werden oder was es dem Geist nützen sollte, mich abzubilden, wenn weitere Folgen ausdrücklich und prinzipiell ausgeschlossen sein sollten.“

In neuerer Zeit hat sich in Anlehnung an James Hilary Putnam zu einem direkten Realismus bekannt und die Abbildtheorie als eine unzulässige Sehnsucht nach dem Absoluten bezeichnet.

### Primärliteratur
- Platon: Der Staat. Hrsg. von Andreas Schubert, Paderborn 1995, ISBN 3-8252-1866-X.
- John Locke: An Essay concerning Humane Understanding (London: Printed for Tho. Basset/Sold by Edw. Mory, 1690). e-text ILT
- Immanuel Kant: Prolegomena zu einer jeden künftigen Metaphysik, die als Wissenschaft wird auftreten können. Fr. Hartknoch, Riga 1783 (Bibliotheca Augustana e-Text).
- Ernst Mach: Die Analyse der Empfindungen und das Verhältnis des Physischen zu Psychischen. [1900], 9. Auflage (Jena 1922).
- Ludwig Wittgenstein: Tractatus Logico-Philosophicus [1922] dt./engl. (London Routledge & Keagan, 1955).
- Ludwig Wittgenstein: Philosophische Untersuchungen dt./engl. übers. G.E.M. Anschombe. (Blackwell, Oxford 1953).
- Ludwig Wittgenstein: Über Gewissheit. On certainty. Herausgegeben von G. E. M. Anscombe und G. H. von Wright (Blackwell, Oxford 1969).
- Georg Klaus/Manfred Buhr (Hrsg.): Philosophisches Wörterbuch. 1. Band. 11. Aufl. Verlag das europäische Buch, Berlin 1975, S. 31–33, ISBN 3-920303-35-0.
- Nelson Goodman: Sprachen der Kunst. Entwurf einer Symboltheorie. Suhrkamp, Frankfurt 1997.
- Wolfgang Fritz Haug: Abbild. In: Historisch-kritisches Wörterbuch des Marxismus. Band 1, Argument-Verlag, Hamburg 1994, Sp. 7–21. ISBN 3-88619-431-0.

### Weiterführende Literatur
- Christoph Asmuth: Bilder über Bilder, Bilder ohne Bilder. Eine neue Theorie der Bildlichkeit. Wissenschaftliche Buchgesellschaft, Darmstadt 2011, ISBN 978-3-534-24181-1.
- Andreas Dorschel: Bilder und Worte. In: Weimarer Beiträge XLIII (1997), Nr. 1, S. 110–122.
- Alois Drexler: Abbildung und Identität. Zum Begriff der Intelligibilität. Lang, Berlin u. a. 2000, ISBN 3-631-35741-9.
- Paul Naredi-Rainer (Hrsg.): Sinnbild und Abbild. Zur Funktion des Bildes. Universität Innsbruck, Innsbruck 1994, ISBN 3-901249-09-5 (Kunstgeschichtliche Studien Innsbruck N.F. Bd. 1)
- Oliver R. Scholz: Bild, Darstellung, Zeichen. Philosophische Theorien bildhafter Darstellung. Alber, Freiburg/München 1991, 3. Aufl. Klostermann, Frankfurt 2009, ISBN 978-3-465-04083-5.
- P. W. Simonow: Widerspiegelungstheorie und Psychophysiologie der Emotionen. Verlag Volk und Gesundheit, Berlin/Ost 1975.
- Bernhard Waldenfels: Spiegel, Spur und Bild. Zur Genese des Bildes. Salon, Köln 2003, ISBN 3-89770-033-6 (édition questions Bd. 8)
- Lambert Wiesing: Artifizielle Präsenz. Studien zur Philosophie des Bildes. Suhrkamp, Frankfurt a. M. 2005, ISBN 978-3-518-29337-9.